# Katerina Bondarenko
Katerina Bondarenko (ukr. Катерина Бондаренко; Kryvyj Rih, Ukrajina, 8. kolovoza 1986.) je ukrajinska profesionalna tenisačica. Do sada ima dva osvojena ITF naslova (Dubai 2006., Pune 2002.)
Svoj prvi profesionalni susret odigrala je 2000. godine u ukrajinskoj Odesi. Najbolji WTA ranking karijere joj je 39. mjesto iz lipnja 2007. godine. Iako nema zapaženijih rezultata, može se pohvaliti pobjedama nad mnogo kvalitetnijim igračicama: Anom Ivanović (5) iz Stuttgarta 2007. i Safinom (15) iz Los Angelesa 2007.
U paru sa svojom sestrom Aljonom, Kateryna je osvojila Otvoreno prvenstvo Australije 2008. godine. U finalu su bile bolje od bjelorusko-izraelske kombinacije Azarenka/Peer s 2:1. To im je bio prvi osvojeni turnir nakon 39 odigranih zajedničkih turnira.

## Vanjske poveznice
- WTA profil  Arhivirana inačica izvorne stranice od 21. veljače 2009. (Wayback Machine)